# Pilar Guerra
Pilar Guerra és una pel·lícula espanyola de 1926 dirigida i escrita per José Buchs i basada en la novel·la de Guillermo Díaz Caneja que porta el mateix títol. Originàriament, es va filmar sense so i més endavant es va crear una versió sonora en 1941. La història gira al voltant d'una mestra de poble i de la conflictiva relació amorosa que manté amb el fill de l'alcalde. La pel·lícula és protagonitzada per María Antonieta Monterreal i Juan d'Orduña.

## Repartiment
- María Antonieta Monterreal com Pilar Guerra
- Juan de Orduña com Luciano
- Rafael Calvo com Ángel Roberto
- Modest Rivas com a Don Javier
- María Comendador com Ramona
- Antonio Gil Varela com García
- Santiago Barat com Felipe
- Flora Rossini com a Donya Mónica

## Argument
Pilar Guerra és professora al poble d'Araceli i manté una relació amorosa amb Luciano, fill de l'alcalde i aficionat a l'escultura. Quan el pare d'aquest s'assabenta, desaprovant la relació per la condició social de Pilar, enviarà a Luciano de viatge i aconseguirà el trasllat de la protagonista a una altra ciutat d'Andalusia.
Amb la seva mare malalta, Pilar acaba establint-se a Madrid, on no aconsegueix trobar treball. Les dificultats econòmiques la conduiran a posar com a model d'un escultor (Rafael Calvo), que s'enamora d'ella. Però Margot, una amiga en comú de l'exparella, informa a Luciano, que també es trobava a Madrid, que Pilar està a la capital i junts preparen un artifici per enganyar-la. Quan aquesta arriba a casa de Margot, l'emborratxen i la reuneixen amb Luciano, amb el qual perdrà l'honor en mantenir relacions. Pilar, sentint-se enganyada i traïda, decideix venjar-se de la família de Luciano. La venjança la durà a terme per mitjà dels diners de la família de Luciano, la raó per la qual havia estat separada d'ell i caigut en desgràcia. Així, fingirà ser l'amant de Luciano i li farà gastar tot els seus diners en cars viatges i capritxos. S'anuncia a la ciutat que va a tenir lloc un concurs d'escultura en el qual va a participar l'escultor que havia contractat com a model a Pilar competint contra Luciano. Aquest escultor, de gran fama, era l'únic impediment perquè Luciano, ja arruïnat, recuperés una mica de diners. Pilar, sentint-se culpable pels seus actes, va a la casa de l'escultor a demanar-li que no participi en el concurs, i aquest li promet no fer-ho mogut per l'amor que sent cap a ella. Però Luciano la seguirà fins a la casa, se sentirà traït i caurà malalt.
Pilar, reeixida en la seva venjança, torna a Araceli, però els pares de Luciano aniran a buscar-la per demanar la seva ajuda amb Luciano, que està molt greu. Pilar, que encara li vol, tornarà amb ell i se'n penedirà per tot el que li ha fet a la seva família. Finalment, Luciano guanyarà el concurs d'escultura, recuperant part de la seva fortuna, es curarà i Pilar i ell seran, finalment, una parella feliç.

## Comentaris
Tota la trama gira entorn d'una història melodramàtica de sentiments i honor i part d'una novel·la, de tall novel·lesc, amb Pilar Guerra (María Antonieta Monterreal) com a protagonista representant de l'estereotip femení de la seva època, la dona honesta. El seu nom representa la psicologia i el caràcter del seu personatge, una dona forta que lluitarà per defensar-se amb les armes que la societat li permet emprar. Luciano (Juan d'Orduña), per la seva banda, és un nen de bona família, que serà progressivament desvalisat per Pilar en la seva venjança. Un progrés d'aquest cinema, enfront del d'anys anteriors, és el fet que es comença a aprofundir més en la psicologia dels personatges, ja no mitjançant rètols, sinó mitjançant l'actuació dels actors i les seves accions.
En la pel·lícula, se'ns mostra la societat espanyola dels anys 20 i la seva mentalitat: els seus valors morals i prejudicis, l'autoritarisme dels pares, les dificultats de les relacions interclassistes, el matrimoni com a meta vital, l'honra basada en la virtut femenina, etc. En definitiva, l'estricta moral de la societat de l'època.
La pel·lícula es troba, d'una manera contradictòria, entre el conservadorisme i una visió més liberal, ja que se'ns presenta en el començament, una protagonista d'ideals conservadors que, no obstant això, s'alliberarà per tornar-se independent però, finalment, tornarà al costat de Luciano en un paper de dona tradicional que recupera els valors de l'època que semblaven estar sent transgredits durant el desenvolupament del film.
El final el van catalogar com esclaridor: després d'anar a Madrid amb el seu antic nuvi, del qual més tard es venja, torna al seu poble. A petició dels pares de Luciano, Pilar acudeix a la seua casa per oferir-li els seus cuidats i atendre'l durant la seua malaltia. Quan aquest es recupera, Luciano es casa amb Pilar i gaudeixen de la seua lluna de mel. Un final feliç (tal com s'esperava durant aquesta època) i beneït per l'Església que, malgrat el caràcter modern i progresista que observem en Pilar al llarg de la pel·lícula, acaba subordinant-se a una relació convencional, regida pels impulsos pasionals i amorosos.
La restauració de la pel·lícula va estar feta per la Filmoteca Nacional i editada en DVD per Divisa. Més tard, es va crear una versió sonora: Pilar Guerra (Espanya, 1941), que va ser protagonitzada per Pilar Ruste i José Telmo, i dirigida per Félix de Pomés.